# Väike-Rõsna
Väike-Rõsna – wieś w Estonii, w prowincji Põlva, w  gminie Värska.